# Processi mediatici
Processi mediatici (Trial by Media) è una docuserie di produzione Netflix, composta da una stagione che a sua volta comprende 6 episodi in formato storytelling auto-conclusivi. È disponibile per lo streaming dall'11 maggio 2020 in tutti i Paesi.

## Trama
Molti processi che hanno causato scalpore negli Stati Uniti e nel mondo, sono diventati oggetto di discussione e dibattito per l'opinione pubblica e spesso i media trasformano i drammi in una forma di intrattenimento. Esso dimostra quanto i media siano in grado di influenzare non solo l'opinione delle persone, ma anche le decisioni dei tribunali, arrivando addirittura a stravolgerne gli esiti. 

## Produzione
Per ogni episodio vengono intervistati i protagonisti del caso giudiziario, come l'accusato, gli avvocati principali e i reporter giornalistici. I filmmaker coinvolti nel progetto sono Tony Yacenda (vincitore del Peabody Award per American Vandal), Sky Borgman (Rapita alla luce del sole), Garret Bradley (premiato al Sundance Film Festival 2020 per il documentario Time), Brian McGinn (Amanda Knox), Sierra Pettengill e Yance Ford.
Il programma è prodotto da George Clooney e Grant Heslov, dal giornalista e avvocato Jeffrey Toobin, dal fondatore di Court TV Steven Brill e da Brian McGinn, Jason Sterman e David Gelb di Supper Club.

## Cast
- Al Sharpton

## Episodi
Gli episodi della serie sono auto-conclusivi, ognuno tratta di un caso mediatico differente. 
| Stagione       | Episodi | Prima TV USA | Prima TV Italia |
| -------------- | ------- | ------------ | --------------- |
| Prima stagione | 6       | 2020         | 2020            |

## Accoglienza
Annalisa Magnani, del sito everyeye.it, ha dato al programma un punteggio di 8 su 10, affermando che «nonostante la lunghezza eccessiva di alcuni episodi, Processi Mediatici, ha uno storytelling coinvolgente e riesce a tenere alta l'attenzione dello spettatore».